# Cserni Száva
Cserni Száva (lengyelül: Zawisza Czarny, "fekete" Zawisa, Stary Garbów, Lengyel Királyság, 1379 körül – Galambóc, Szerb Despotátus, 1428 májusa) lengyel nemes és lovag, aki II. Ulászló lengyel király és Zsigmond magyar király szolgálatában tevékenykedett. 1428-ban, Galambóc ostroma alatt esett el a törökök elleni harcban, halála után lengyel nemzeti hőssé vált. 

## Élete

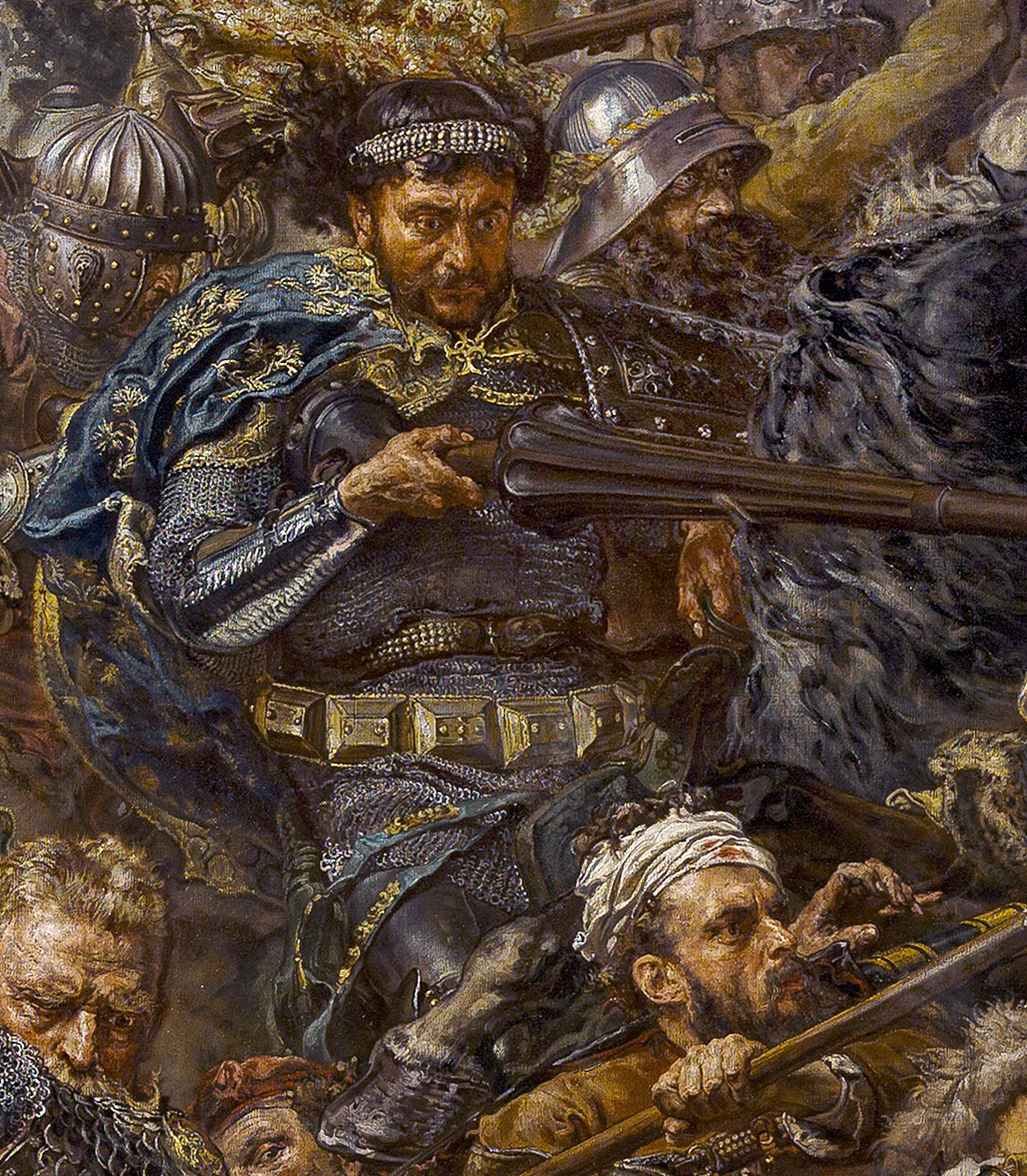
Cserni Száva Jan Matejko Grünvaldi csata című festményén.

Száva Stary Garbówban született nemesi családban. Két testvére volt, Ján és Piotr. 1397-ben feleségül vette a Pilawa családhoz tartozó Barbarát, akitől később négy fia született. 
1410-ben részt vett a Német Lovagrend ellen vívott grünwaldi csatában. Két év múlva részt vett egy II. Ulászló lengyel király, Zsigmond magyar király és II. Tvrtko bosnyák király részvételével zajló konferencián Budán, ahol megnyerte a lengyel és bosnyák királyok tiszteletére rendezett, több mint 1500 lovag részvételével zajló lovagi tornát. 1414–1418 között ő volt a Lengyel Királyság hivatalos képviselője a konstanzi zsinaton, ahol – egyedüliként – szólalt fel Husz János halálra ítélése és kivégzése ellen. 1418-at követően Zsigmond oldalán részt vett a huszita háborúkban, egy ízben, Kutná Horában cseh fogságba esett, akik azonban magas váltságdíjért cserében szabadon engedték.
1428-ban egy 500 főnyi litván lovascsapat élén részt vett Zsigmond törökellenes hadjárataiban, melynek során, 1428 májusában ostrom alá vették a Duna partján elhelyezkedő, stratégiai fontosságú Galambóc várát. II. Murád oszmán szultán azonban sikeresen felmentette a várat, majd megtámadta a Dunán át visszavonuló magyar sereget. A sereg visszavonulását – Zsigmond személyes kérésére – Cserni Száva fedezte katonáival, akik azonban harc közben mind egy szálig elestek, parancsnokukkal együtt.

## Emlékezete
- Halála után Cserni Száva lengyel nemzeti hőssé vált, Galambóc várában a 19. század végén emlékművet emeltek a tiszteletére.
- Fekete páncélját – melyről a becenevét is kapta – jelenleg a Jasna Góra-i kolostorban őrzik.
- Cserni Száva szerepel Sapkowski történelmi fantasy regényében a Narrenturmban, ahol a főhős a szellentéséből kúrálja ki, míg a második részben (Isten harcosai) Galambóc ostromát és a halálát említik